# Кеннеди, Роберт
Ро́берт Фрэ́нсис (Бо́бби) Ке́ннеди (англ. Robert Francis «Bobby» Kennedy; 20 ноября 1925, Бруклайн, Массачусетс, США — 6 июня 1968, Лос-Анджелес, Калифорния, США) — американский политический и государственный деятель. Кандидат в президенты США (1968). С 1965 по 1968 год — сенатор от штата Нью-Йорк, с 1961 по 1964 год — Генеральный прокурор США, также известен по инициалам RFK. Младший родной брат 35-го президента США Джона Кеннеди. Скончался 6 июня, после смертельного ранения, полученного днём ранее во время предвыборной кампании президентских выборов в стране 1968 года.

## Биография
Третий из четырёх сыновей Джозефа П. Кеннеди (в семье было девять детей), Роберт Кеннеди был младше погибшего в 1944 году Джозефа-младшего и убитого президента Джона Ф. Кеннеди.
Окончил Гарвардский университет и школу права в Вирджинском университете.
После гибели в 1944 года старшего из братьев, Джо-младшего, Джон Кеннеди стал главной надеждой семьи, а Бобби поддерживал брата в его политической деятельности. В 1952 году Бобби возглавил кампанию по выборам брата в Сенат; в 1960 году помог JFK добиться выдвижения его кандидатуры на пост президента США от демократической партии, а затем и занять президентское кресло. Впоследствии Джон Кеннеди назначит брата Генеральным прокурором, что стало первым случаем в американской истории, когда президента и одного из лидеров его кабинета связывает такое близкое родство.
В 1951 году работал в министерстве юстиции, ведавшем надзором за уголовным судопроизводством, затем в подкомитете у Маккарти. Самое крупное дело, проведённое Робертом Кеннеди через подкомитет, было изобличение в мошенничестве министра авиации США Г. Э. Тэлботта.
С 1961 года входил в администрацию брата, занимая пост Генерального прокурора (министра юстиции). В истории администрации президента Кеннеди Бобби участвовал в решении проблемы Карибского кризиса и вопросов гражданских прав. Как один из наиболее доверенных людей был членом группы по разрешению «Карибского кризиса».

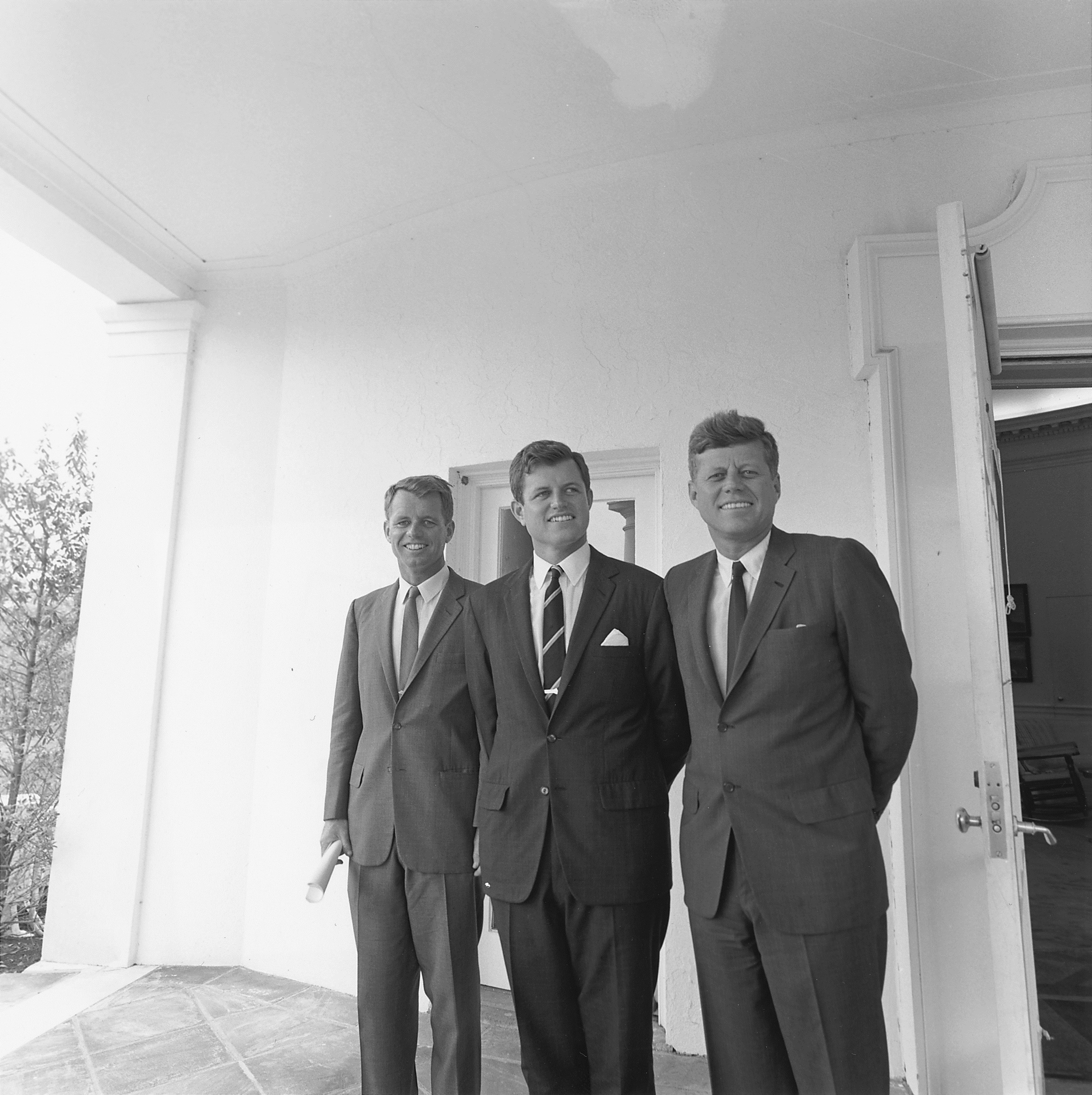
Братья Кеннеди: (слева направо) Роберт, Эдвард, Джон. 28 августа 1963 года

После смерти Джона Кеннеди 9 месяцев находился в должности Генерального прокурора США при президенте Джонсоне. Ушёл в отставку в сентябре 1964 года и в ноябре того же года был избран в Сенат от штата Нью-Йорк.
Смерть брата сильно изменила Роберта Кеннеди и повлияла на его точку зрения и политическую позицию. В его речах стали звучать высказывания о построении общества, основанного на сострадании и моральных принципах. Его речи охватывали очень широкий круг тем: гражданские права, свобода, демократия, бедность, права человека, образование, здравоохранение, война и мир. Если раньше он был прагматичным политтехнологом, то теперь стал страстным идеалистом.
В 1968 году баллотировался на пост президента США от Демократической партии.
В тот момент перед Кеннеди встала дилемма: несмотря на то, что он не собирался баллотироваться в президенты после смерти брата, он чувствовал необходимость сделать это. Как и другой кандидат, Юджин Маккарти, Кеннеди оппонировал президенту Джонсону, стоя на антивоенной платформе и ощущая свою и брата ответственность за начало войны во Вьетнаме. Тем не менее, он долго не решался вступить в гонку, опасаясь как обвинений в паразитировании на ранних успехах Маккарти, так и того, что Джонсон из-за личной неприязни пойдёт на эскалацию войны. Тем не менее, пусть и с опозданием, но Кеннеди включился в предвыборную гонку, стоя на платформе антивоенного идеализма. Он не только хотел остановить войну во Вьетнаме, но и в корне изменить устройство политической системы страны, интегрировав в неё все слои населения. Роберт Кеннеди хотел разбудить в людях страстное желание переделать не только собственную страну, но и перестроить весь мир, сделать его лучше. Его собственный стиль был также совершенно необычным: это была смесь идей творческих и крайне радикальных с консервативными понятиями самопожертвования, морали и трудолюбия. В то время как его соперник из лагеря демократов обращался в основном к молодым интеллектуалам, аудитория Кеннеди была совсем иного рода: там были молодые и пожилые, богатые и голубые воротнички, представители всех рас. Журналисты сравнивали его влияние на слушателей с тем, которое производят на своих зрителей рок-звёзды.
Одним из наиболее значимых направлений его политической деятельности была борьба за равные права для афроамериканцев в США. Так, в конце 1960-х годов он посетил неблагополучный афроамериканский район Бедфорд — Стайвесант в Бруклине. Впечатлённый социальными проблемами, он создал Корпорацию по восстановлению Бедфорда — Стайвесанта (англ. Bedford-Stuyvesant Restoration Corporation). 4 апреля 1968 года именно Кеннеди на своём митинге первым сообщил темнокожим избирателям в Индианаполисе, что Мартин Лютер Кинг был убит. По всей стране уже начались беспорядки — и Бобби призвал своих слушателей последовать словам самого Кинга, и «заменить жажду насилия пониманием, сочувствием и любовью». Той ночью Индианаполис остался единственным крупным городом в стране, в котором не случилось столкновений с полицией.

### Убийство
5 июня 1968 года сразу после произнесения речи по поводу победы на предварительных выборах Роберт Кеннеди был смертельно ранен выстрелом палестинского террориста Серхана Бишары Серхана в буфетной отеля «Амбассадор» (пригород Лос-Анджелеса, штат Калифорния) и на следующий день 6 июня скончался.
Не смотря на степень убийства Серхана был освобождён от смертной казни и его просто оставили в тюрьме до конца жизни. Он всё ещё жив. На данный момент ему 81 года.

## Семья
С 1950 года был женат на Этель Скейкель. В браке у них родились 11 детей.
1. Кэтлин Таунсенд[англ.] (род. 1951) — адвокат, была вице-губернатором штата Мэрилэнд с 1995 по 2003 год.
2. Джозеф Патрик II (род. 1952) — бизнесмен и политик, член Демократической партии США.
3. Роберт Фрэнсис (младший) (род. 1954) — владелец радиокомпании, активист и адвокат, специализирующийся на защите окружающей среды, независимый кандидат в президенты США (2024).
4. Дэвид Энтони[нем.] (1955—1984) — умер от передозировки кокаина.
5. Кортни Кеннеди-Хилл (род. 1956) — работала на детском телевидении, была представителем ООН в Фонде борьбы со СПИДом.
6. Майкл Лемойн[англ.] (1958—1997) — возглавлял некоммерческую энергетическую организацию брата Джозефа; разбился насмерть, катаясь на лыжах.
7. Мэри Керри (род. 1959) — писательница, защитник прав человека.
8. Кристофер Джордж[англ.] (род. 1963) — бизнесмен.
9. Мэтью Максвелл Тейлор[англ.] (род. 1965) — писатель.
10. Дуглас Гарриман[англ.] (род. 1967) — известный журналист.
11. Рори Элизабет Кэтрин (род. 1968) — основательница некоммерческой организации, специализирующейся на создании социальных фильмов.

## Награды
- Президентская медаль Свободы (4 января 2025 года, посмертно)[5].
- Золотая медаль Конгресса США (1 ноября 1978 года, посмертно)[6].

## Память
- В Вашингтоне есть стадион имени Роберта Ф. Кеннеди.
- В Нью-Йорке в 2008 году мост Трайборо был официально переименован в мост им. Роберта Ф. Кеннеди.
- Изображён на почтовых марках Аджмана 1968 и 1969 года.

## Кеннеди в популярной культуре
- О Роберте Кеннеди снято, по крайней мере, два сериала и два фильма — это сериалы «Роберт Кеннеди и его времена» (Robert Kennedy & His Times, 1985, в роли Брэд Дэвис) и «Клан Кеннеди» (2011, в роли Барри Пеппер), фильмы «РФК» (RFK, 2002, в роли Линус Рош) и «Бобби» (англ. Bobby, 2006, в роли Дейв Франсес). Роберт Кеннеди — один из главных героев фильма «Тринадцать дней» (2000, в роли Стивен Калп) о Карибском кризисе.
- Поэт Евгений Евтушенко в 1967 году встречался с Робертом Кеннеди и в 1968 году, после гибели сенатора, написал о нём стихотворение «Я пристрелен эпохой» (отрывок из поэмы «Под кожей статуи Свободы»). Кроме него стихи на смерть Роберта Кеннеди написали: Роберт Рождественский («Кричи, Америка»), Андрей Вознесенский («Июнь — 68»), Роберт Ловелл, Нело Ризи («Америка»), Франко Триколе и др.
- Роберт Кеннеди стал прототипом следователя Эймса в романе Лайонела Уайта «Рафферти» о расследовании преступности в профсоюзах сенатским комитетом, который был экранизирован в СССР 1980 г. Роль Эймса исполнял Александр Кайдановский.
- Также он стал прообразом Люка Шеннона в романе Дж. Хорана «Нужный образ» (1969) о семье американских политиков-ирландцев, проводящих расследование коррупции комитетом Конгресса США с тем, чтобы избрать старшего брата Люка, конгрессмена Келли Шеннона, губернатором, а затем президентом.

## Сочинения
- 13 дней. Свидетельство о кубинском кризисе = Thirteen Days: A Memoir of the Cuban Missile Crisis. — Paris: Editions de la Seine, 1969. — 146 с.